# فراخ‌کرت
فراخ‌کرت دریایی اسطوره‌ای است که در کنار کوه البرز قرار دارد. دریای فراخکرت یک سوم زمین است. در اساطیر ایران تیشتر (یا تیر) ۱۰ روز و ۱۰ شب باران فرو ریخت که هر قطره از باران به درشتی پیاله‌ای بود. آب در روی سطح زمین به ارتفاع قد یک انسان بالا آمد و آفریدگان اهریمن (دیوان) پس از اینکه توسط باران به هلاکت رسیدند به اعماق زمین رانده شدند. سپس باد وزیدن گرفت و آب‌ها را دور کرد و به سوی ساحل برد و دریای فراخکرت از آن پدید آمد که بعضی آن را دریای تتیس (مربوط به هزاره‌های قبل از میلاد) می‌دانند و عموماً آن را برابر دریای مازندران یا دریای خزر کنونی می‌شناسند.
- دریای فراخ‌کرت (وُئوروکَشَ): در اوستا از دریایی به نام وُئوروکَشَ نام برده شده که در نوشتارهای پارسی میانه از آن با نام فراخ‌کرت یاد شده‌است. فراخ‌کرت در زبان پارسی میانه به معنای فراخ بریده‌است. فراخ یعنی وسیع و کرت Kart چند معنی دارد معنی رایج آن که امروزه کاله هم تلفط می‌شود یعنی یک بخش زمین یا باغچه که از بخش‌های دیگر بریده و جدا شده‌است؛ مثلاً یک زمین محصور شده شالیزار را می‌توان کرت شالیزار نامید.
- ابراهیم پورداود احتمال داده این دریا همان دریای مازندران باشد. مهرداد بهار این دریا را با اقیانوس هند یکی دانسته‌است. جهانشاه درخشانی این دریا را همان خلیج فارس می‌داند.

از دریای فراخکرت دو رودخانه بزرگ اسطوره‌ای به سمت خاور و باختر سرچشمه می‌گیرد، و مرزهای جهان را تعیین می‌کند و در گذار خود به دور زمین پاک می‌شود و هنگامی دوباره به فراخکرت می‌ریزد که بسیار پاکیزه‌است.
درخت ویسپوبیش که تخم همه گیاهان و تمام داروهای جهان در آن است، در این دریا برپاست.